# Stránska
Stránska este o comună slovacă, aflată în districtul Rimavská Sobota din regiunea Banská Bystrica. Localitatea se află la altitudinea de 187 m deasupra n.m., se întinde pe o suprafață de 4,87 km2 și în 2017 număra 353 de locuitori. Se învecinează cu Žiar, Revúca, Behynce⁠(d), Tornaľa, Včelince, Rumince și Figa, Rimavská Sobota.

## Istoric
Localitatea Stránska este atestată documentar din 1332.

## Demografie
| An:                | 1994 | 2004   | 2014   | 2024   |
| ------------------ | ---- | ------ | ------ | ------ |
| Număr de persoane: | 314  | 318    | 343    | 367    |
| Diferență:         |      | +1,27% | +7,86% | +6,99% |

| An:                | 2023 | 2024   |
| ------------------ | ---- | ------ |
| Număr de persoane: | 363  | 367    |
| Diferență:         |      | +1,10% |